# NGC 4165
NGC 4165 (другие обозначения — IC 3035, UGC 7201, MCG 2-31-45, KUG 1209+135, ZWG 69.78, VCC 47, PGC 38885) — спиральная галактика с перемычкой (SBa) в созвездии Дева.
Этот объект входит в число перечисленных в оригинальной редакции «Нового общего каталога».
В галактике вспыхнула сверхновая SN 1971G типа Ia. Её пиковая видимая звёздная величина составила 13,6.